# كاتدرائية لان
كاتدرائية لان (بالفرنسية: Cathédrale Notre-Dame de Laon) هي كنيسة رومانية كاثوليكية تقع في بلدية لان في إقليم أين، أو دو فرانس، فرنسا. بُنيت في القرنين الثاني عشر والثالث عشر، وهي واحدة من أهم الأمثلة الموحَّدة في الأسلوب في بدايات العمارة القوطية. كانت الكنيسة بمنزلة كاتدرائية لأبرشية لان حتى عام 1802، واعتُرف بها كمعلم تاريخيّ منذ عام 1840.

## تاريخها

### التاريخ المبكر
أسّس رئيس الأساقفة ريميجيوس من ريمس أبرشية لان في نهاية القرن الخامس. من المفترض أن كنيسة أُقيمت بعد ذلك بوقت قصير. سرعان ما أصبحت لان واحدة من المدن الرئيسية لإمبراطورية الفرنجة.
أُحرق مبنى الكنيسة، الذي يعود تاريخه إلى القرن العاشر أو الحادي عشر، خلال تمرد عيد الفصح في 25 أبريل 1112. حصل التجار والبرجوازيون في لان على ميثاق بلدي، لكن الأسقف غودري ألغاه بعد فترة وجيزة، فثار سكان البلدية، وقتلوا الأسقف. أُضرمت النيران في القصر الأسقفي؛ وسرعان ما وصل الحريق إلى الكاتدرائية. بعد ذلك، انتهز الفلاحون الفرصة لنهب المدينة. بعد ثلاثة أشهر من التمرد، قام عدد من رجال الدين في لان بجولة في فرنسا وإنجلترا وبحوزتهم بقايا أثرية للأسقفية. باستخدام الأموال التي جُمعت من الجولة، أُعيد بناء الكنيسة وتم تكريسها في 20 أغسطس 1114، في عهد الأسقف بارثيليمي دو جور.
ومع ذلك، مع تزايد عدد سكان لان، أصبحت الحاجة إلى وجود كاتدرائية أكبر أمرًا واضحًا. كان اقتصاد لان مزدهرًا، وكانت مدرسة أنسلم من لان للاهوت والتفسير واحدة من ألمع المدارس في أوروبا. بالإضافة إلى ذلك، أُعيد تأسيس ميثاق لان البلدي في عام 1130. بحلول أواخر خمسينيات القرن الثاني عشر، بدأ بناء الكاتدرائية الحالية في عهد الأسقف غوتييه دو مورتاني؛ انتهت أعمال البناء بشكل أساسي بحلول عام 1230.

### المبنى الحالي
يعود تاريخ كاتدرائية لان الحالية إلى القرن الثاني عشر وأوائل القرن الثالث عشر، وهي من أولى الأمثلة على الطراز القوطي الذي نشأ في شمال فرنسا. بُنيت بعد نصف قرن من تشييد كاتدرائية سان دوني التي أحدثت الطراز القوطي. بدأت أعمال البناء في كاتدرائية لان بالجوقة وأجزاء من كلا الجناحين بين عامي 1160 و1170 تقريبًا. بحلول عام 1180، أُنهي بناء ذراعي الجناحين وشُيّد الجزء الشرقي من صحن الكنيسة. في المرحلة التالية من البناء، التي استمرت حتى نهاية القرن، تم الانتهاء من بناء الصحن ومعظم الواجهة الغربية الضخمة. بعد فترة قصيرة، بُني مصلّى ورواق مسقوف ومبنى ملحق على الجانب الجنوبي من الصحن. بعد ذلك، بتشجيع من تبرع مقلع محلي في عام 1205، أُزيلت الجوقة الأصلية وبُنيت الجوقة الحالية الأكبر بحلول عام 1220.:11-12 بعدها بُنيت الخزينة وغرفة المقدسات عند التقاء الجوقة والجناحين بالإضافة إلى مصلّى كبير يمتد من الطرف الجنوبي الشرقي للجوقة. على مدار القرن، بُنيت مصلّيات إضافية متصلة بممرات الصحن والجوقة. أخيرًا، جُدّدت واجهة الجناح الجنوبي في أوائل القرن الرابع عشر، وبُنيت الأبواب المزدوجة الحالية والنافذة ذات الزخرفة التشجيرية.:45–50

### تاريخها لاحقًا
فقدت لان مكانتها كأسقفية خلال الثورة الفرنسية. بعد اتفاقية كونكوردات عام 1802، أصبح المبنى كنيسة أبرشية تابعة لأبرشية سواسون.
خضعت الكاتدرائية لبعض التعديلات على نطاق واسع خلال القرن التاسع عشر. أُعيد بناء أساسات البرج مع البناء الحجري لمنعها من الانهيار. وأعيد بناء دعامات الأقواس المتصلة بصحن الكنيسة والجناحين لتتناسب مع تلك التي تدعم الجوقة. أُزيلت وصلة علوية مزخرفة مصطنعة من الواجهة الأمامية للكاتدرائية بتاريخ غير معروف؛ وحلّ مكانها الدرابزين والتمثال الحالي لمادونا والطفل. سُدّت المداخل المفتوحة التي خرقت تاريخيًا الجدران بين بوابات الدخول الغربية. الجدير بالذكر أن العديد من برامج النحت في القرون الوسطى المتعلّقة بالواجهة الغربية قد تغيّرت تغييرًا كبيرًا.
في هذا الوقت، ظهرت تشقّقات في الجدران العلوية في الطرف الغربي من الصحن. لمواجهة هذه المشكلة، أُنشئ قوس منخفض عبر الصحن بالقرب من بوابات الدخول. في عام 1899، جرى تركيب الأرضيات الخشبية بين الأبراج في الطرف الغربي من الصحن لتيسير تركيب الأرغن الحالي. أصبح القوس الهيكلي المنخفض الدعامةَ الشرقية للمنصة. لا يزال هذا المشروع مثيرًا للجدل، لأن أنابيب الأرغن تسدّ حاليًا النوافذ الغربية السفلية ونصف نافذة الورد. ومع ذلك، لا تزال منصة الأرغن الحجرية الأقدم والأصغر تحت البناء الخشبي الحالي.
على الرغم من أن الكاتدرائية تعرّضت لبعض الأضرار خلال الثورة الفرنسية والحرب الفرنسية البروسية عام 1870، إلا أنها نجت من الحربين العالميتين من دون أن يلحق بها أي أذى.

## فن العمارة

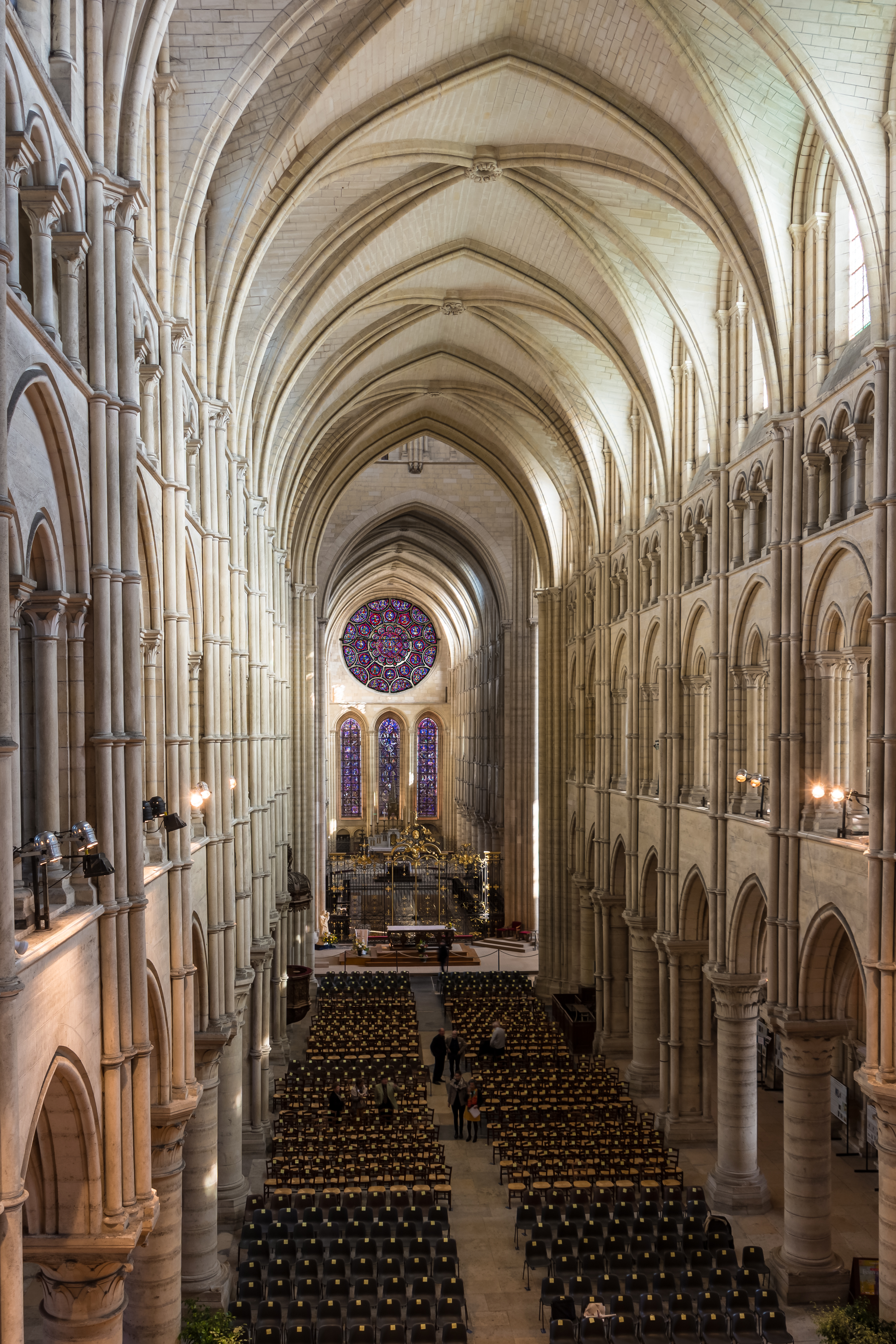
داخل كاتدرائية لان

تعد كاتدرائية لان، المعاصرة لكل من كاتدرائية نويون ونوتردام دو باري، واحدة من أوائل الكاتدرائيات القوطية الفرنسية المحفوظة بعناية والمنجزة بدقة. وهي تتميّز بالحفاظ على وحدة الأسلوب والاتساق خلال مراحل مختلفة من بنائها. تتكون الكاتدرائية من مخطط صليبي مع الصحن التقليدي والجناحين والجوقة وكلها محاطة بممرات من جانب واحد. بُنيت العديد من المصلّيات التي تبرز من جدران الممرات الخارجية. يحتوي الصحن على اثنتي عشرة مدة (بما في ذلك المدة فوق منصة الأورغن)، يوازنها عشر مدات في الجوقة. ويحتوي كلا الجناحين أربع مدات. يرتفع برج الفانوس المركزي -النقطة المحورية داخل الكاتدرائية- فوق التقاطع. يشتمل السقف فوق الجوقة والصحن (باستثناء الطرف الغربي قرب الأورغن) على قبو سداسي، في حين إن السقف الموجود في الجناحين يشتمل على قبو رباعي.
تنقسم كاتدرائية لان عموديًا إلى أربعة مستويات: الممرات الجانبية على مستوى الأرض، وممر على مستوى المنبر مع أقواس مزدوجة، وممر قصير على مستوى الرواق ثلاثي العقود مع أقواس ثلاثية، والمناور الجانبية. تحيط الممرات الموجودة على المستويين المتوسطين بمجمل المبنى، ربما يشير هذا إلى تأثير العمارة النورمانية. استُخدم هذا التصميم غير المعتاد المكون من أربعة مستويات في السابق في كل من كاتدرائية تورناي في بلجيكا الحالية وكاتدرائية نويون، وينعكس محليًا في الجناح الجنوبي من كاتدرائية سواسون القريبة. يتم إبراز ارتفاع الجزء الداخلي من خلال أعمدة رفيعة ترتفع من قمم الأعمدة الكبيرة التي تفصل مدات الممرات؛ تتناوب هذه الأعمدة الرفيعة بانتظام في أعدادها بين ثلاثة وخمسة.:9-13
على الرغم من أن جوقات معظم الكنائس القوطية تنتهي بالمحراب، إلا أن جوقة لان هي استثناء: فهي تنتهي بجدار مسطح. كانت جوقة الكاتدرائية الأصلية أقصر بكثير، وانتهت بمحراب تقليدي ورواق مسقوف. على الرغم من أن الجوقة الأصلية أوحت بالقالب الأسلوبي لبقية المبنى، إلا أنها هُدمت واستُبدلت في أوائل القرن الثالث عشر. الجوقة الحالية أطول وهي ملائمة أكثر للكاتدرائية نسبيًا.:48-51

يُتوّج كل طرف للكنيسة بنافذة الورد، باستثناء الجناح الجنوبي الذي يتميّز بدلاً من ذلك بنافذة مقوسة ضخمة ذات زخرفة تشجيرية، حلّت محل نافذة الورد الأصلية في أوائل القرن الرابع عشر. تشتمل الواجهات في كلا الجناحين على أبواب دخول مزدوجة؛ تُفتح الأبواب الجنوبية إلى جانب الرواق المسقوف والمبنى الملحق للكاتدرائية، بينما تُفتح الأبواب الشمالية بالقرب من القصر الأسقفي القديم. تتميز الواجهة الغربية الضخمة للكاتدرائية، عند نهاية الصحن، باستخدامها الديناميكي في الإسقاطات المكانية. تؤمن ثلاث بوابات غائرة بعمق الدخولَ إلى الكنيسة؛ يوجد ممر مقوس فوقها؛ بين هذا الممر والثاني، هناك ممر أعلى. تقتطع الحائطَ نافذتان رمحيتان مقوستان على الطراز القوطي ونافذة الورد المركزية. تعلو الواجهة الأجزاء العلوية من الأبراج المزدوجة وأربع قمم أصغر.:50-58

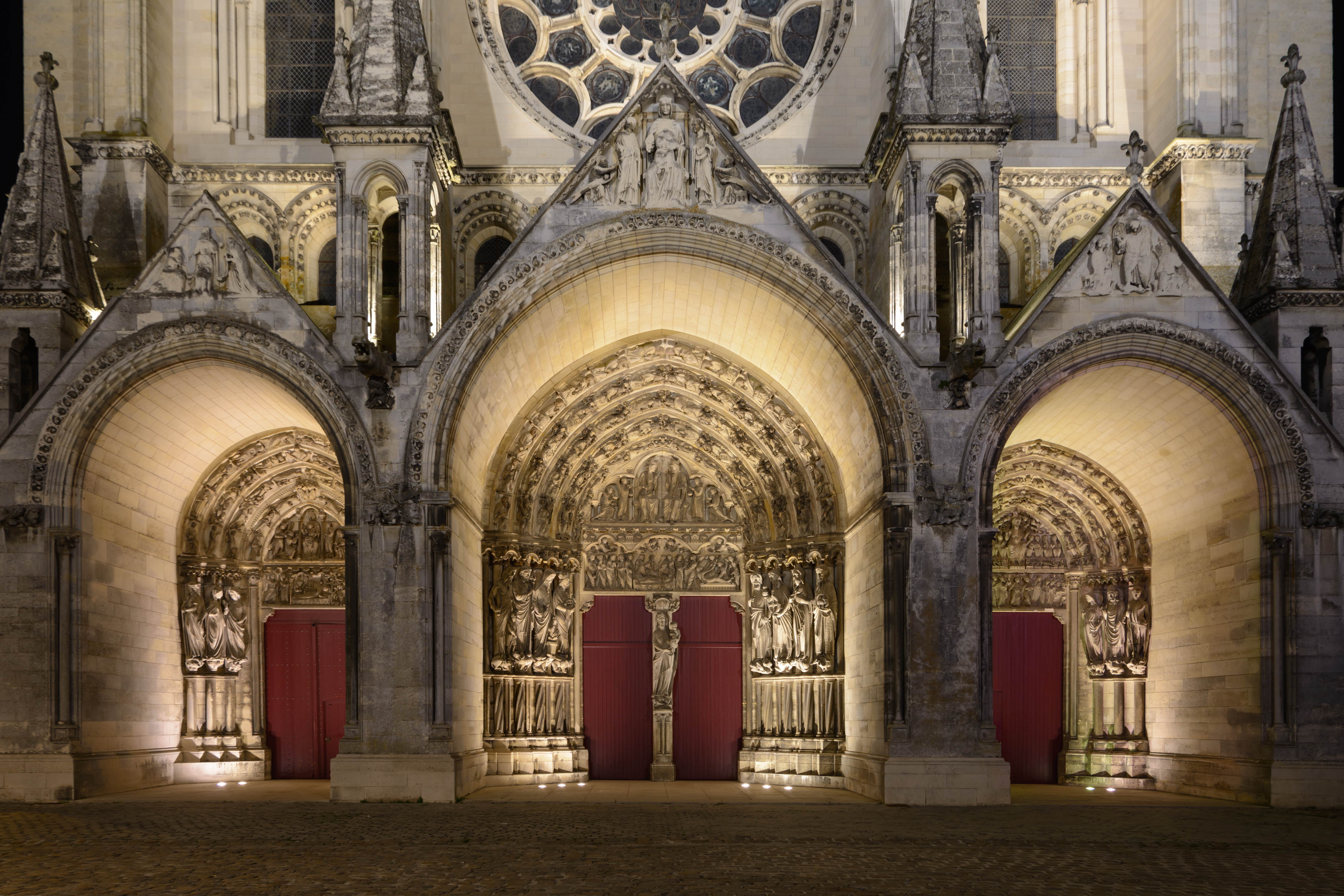
البوابات
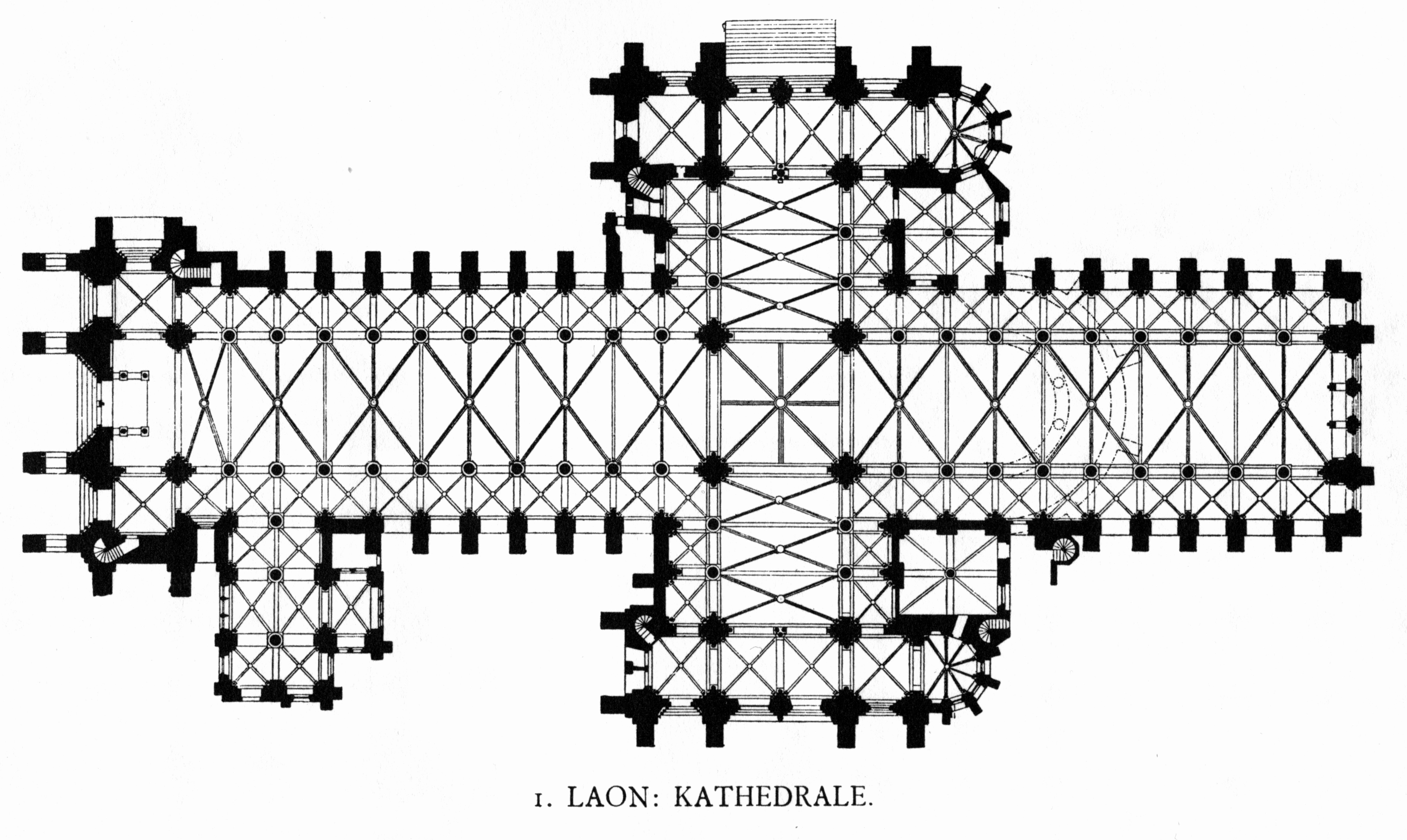
مخطط الأرضية
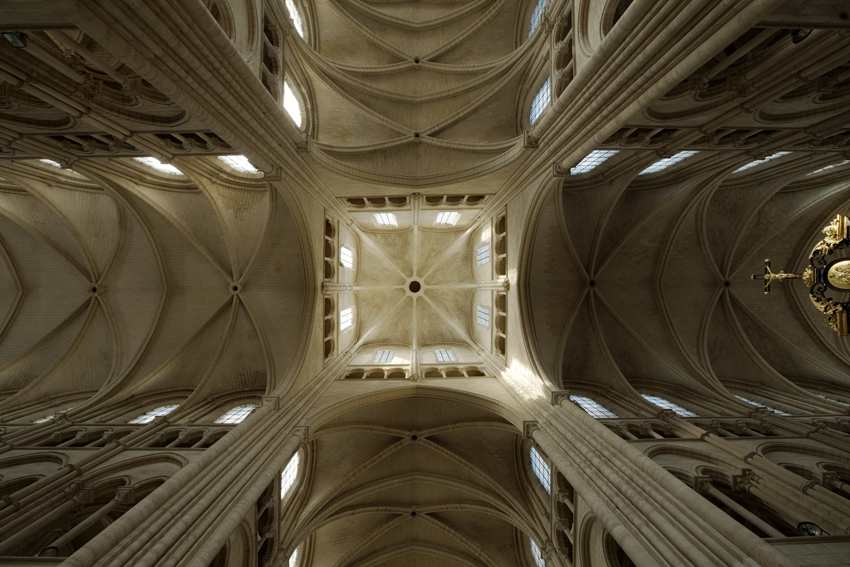
برج التعامد

## معرض الصور

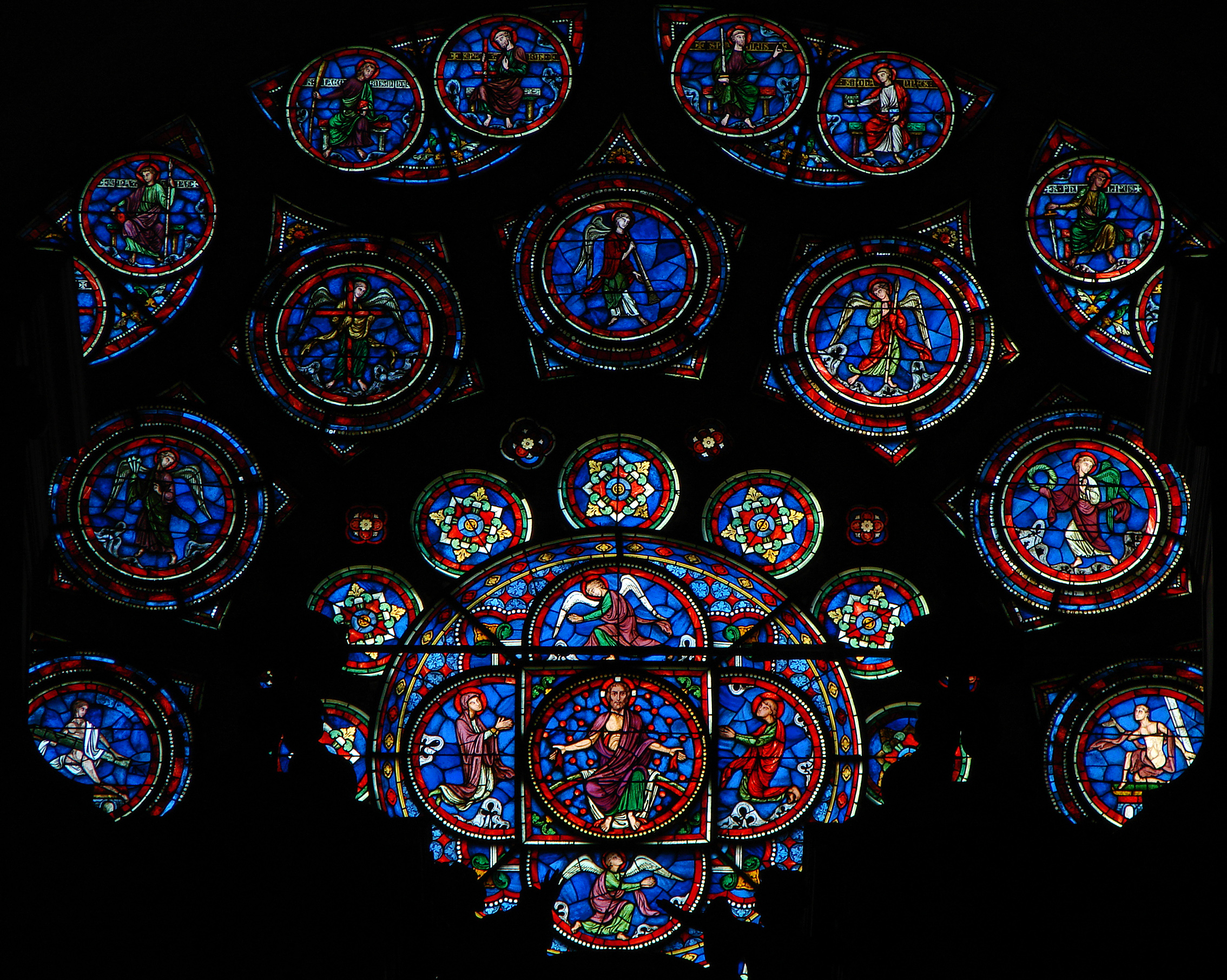
النافذة الغربية
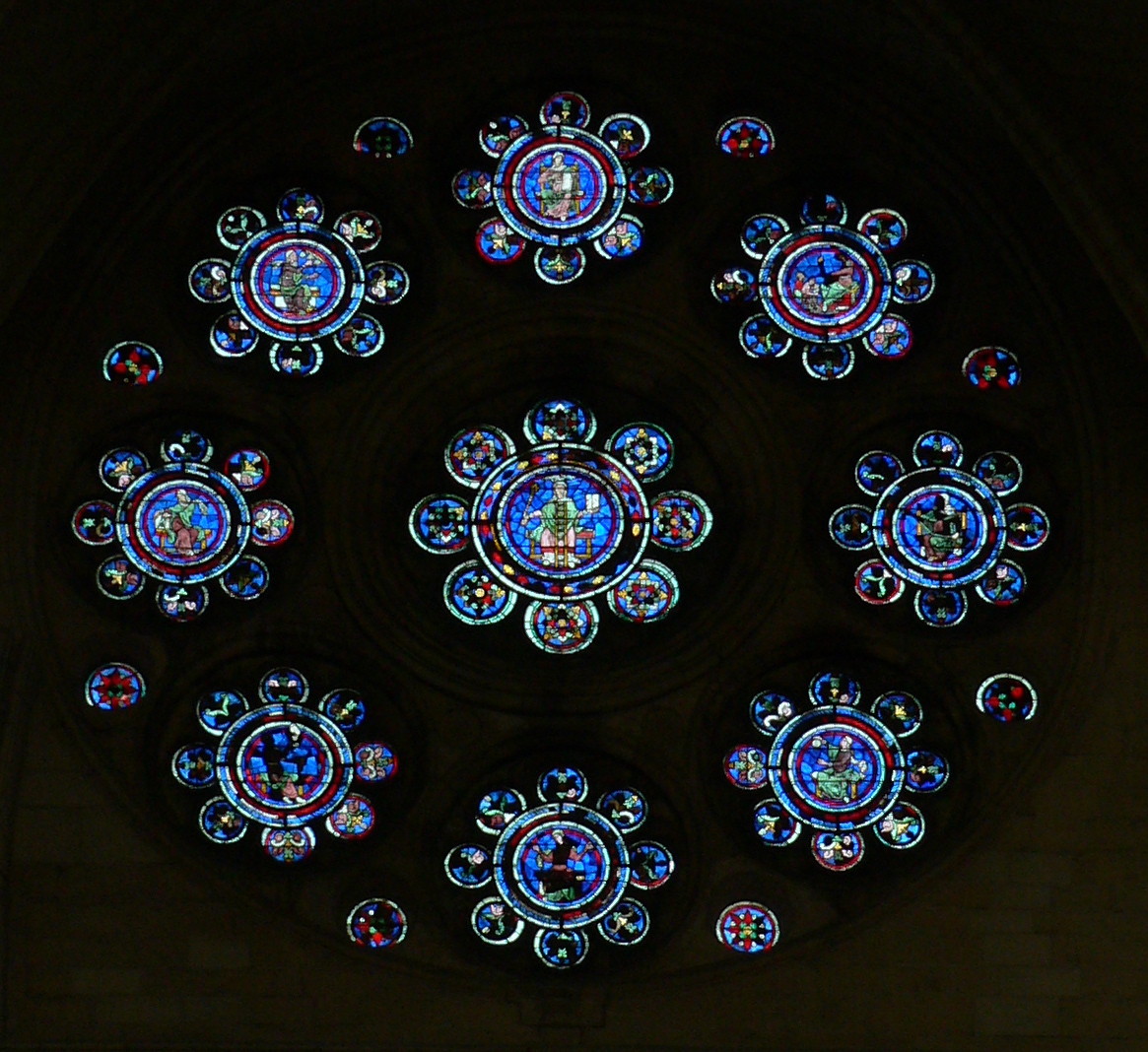
النافذة الشمالية
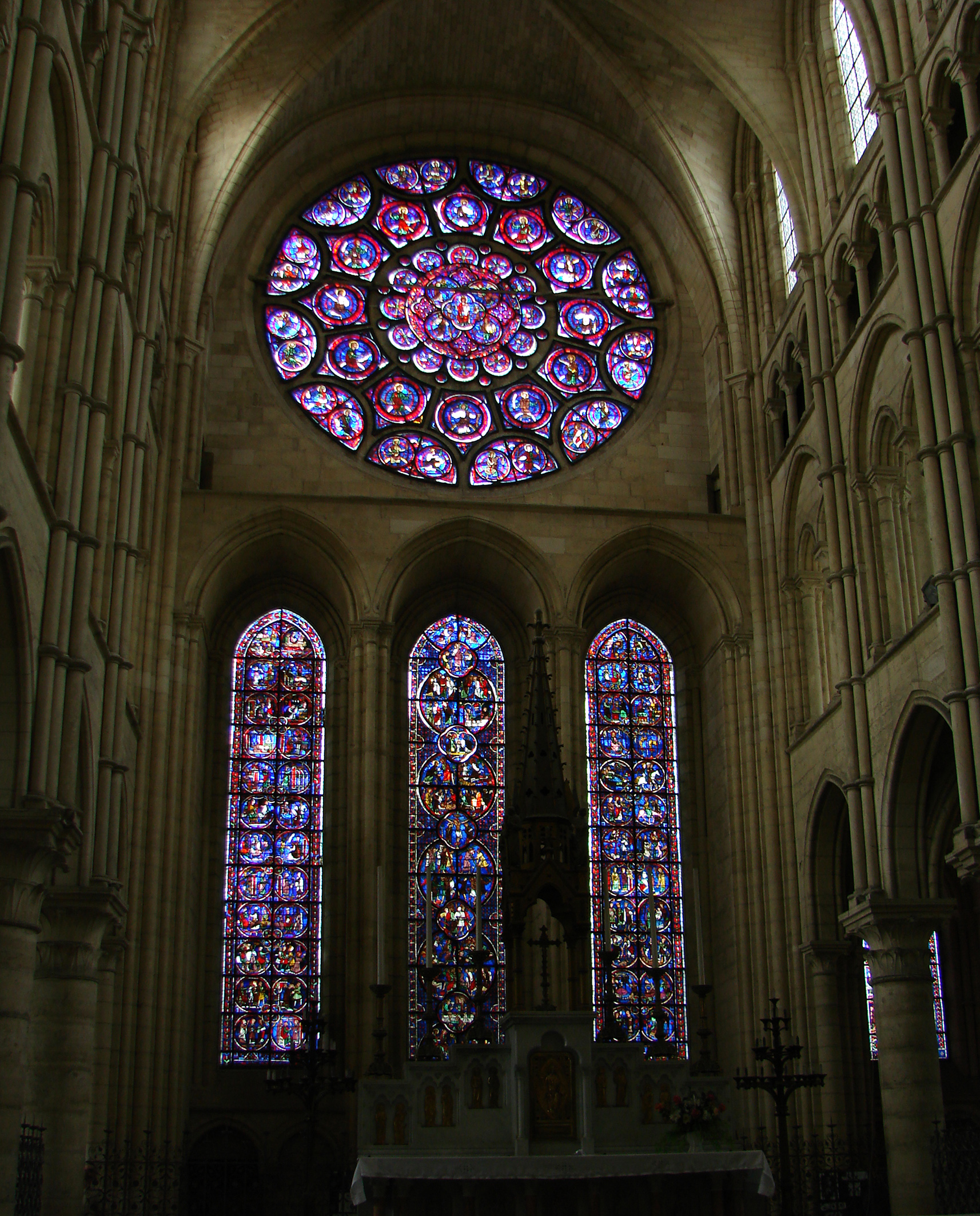
النافذة الشرقية
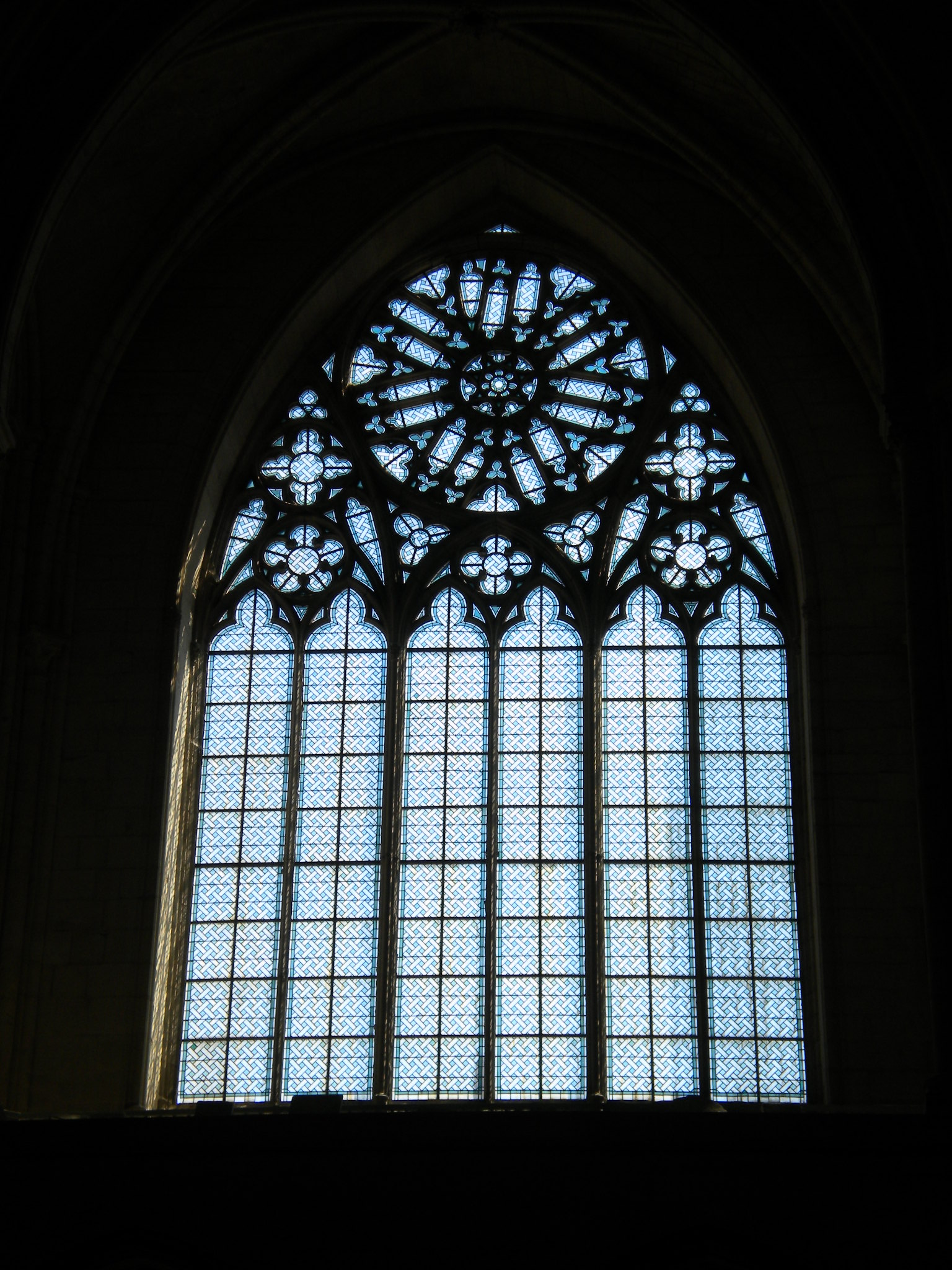
النافذة الجنوبية

## وصلات خارجية
- وجهات مقدسة